# Stift Steterburg

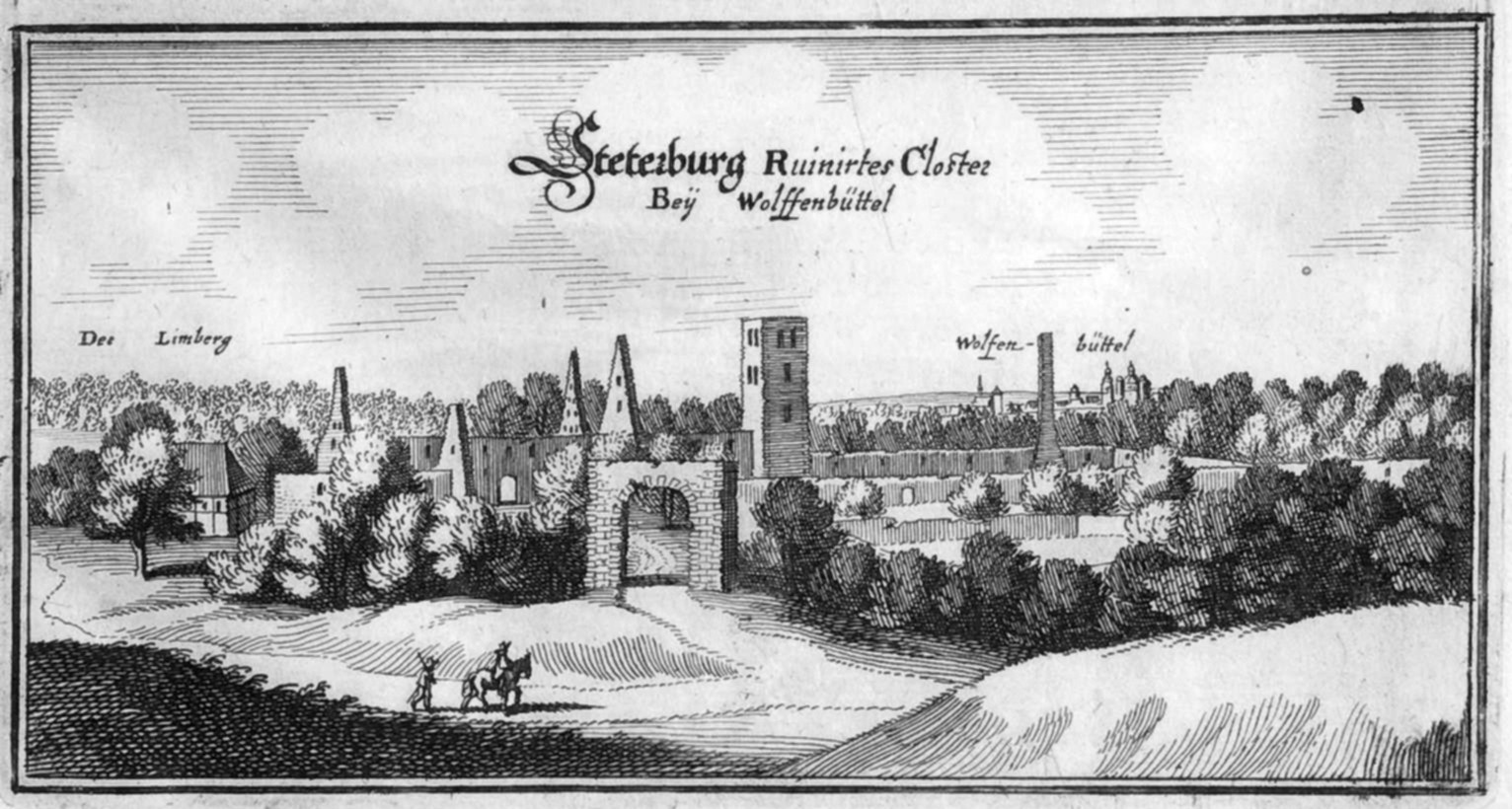
Stift Steterburg um 1654/1658, Stich von Matthäus Merian

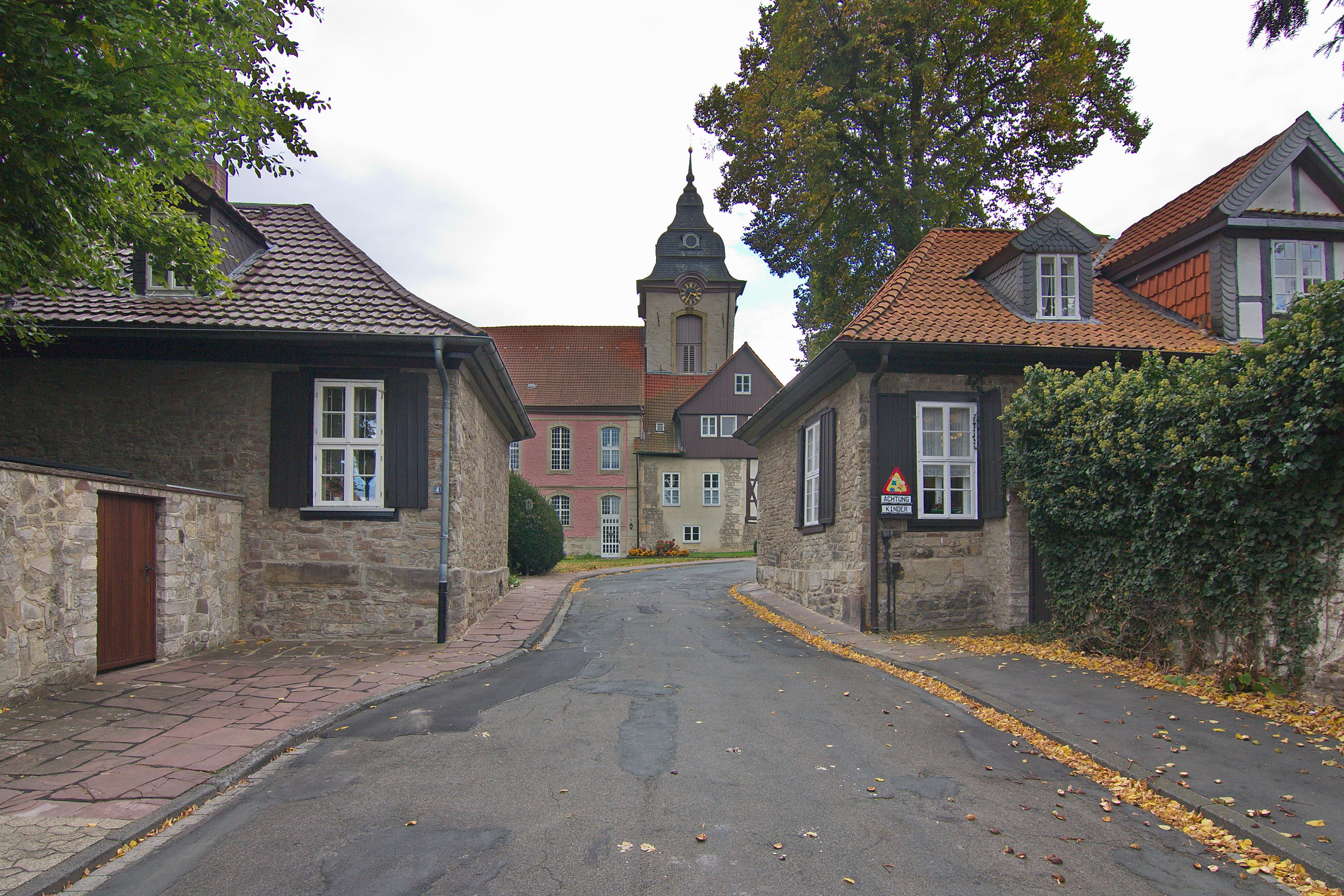
Stift Steterburg (2012)

Das Stift Steterburg war ein Kanonissenstift, später Augustiner-Chorfrauen-Stift und von der Reformation bis zur Aufhebung 1939 evangelisch-lutherisches Frauenstift in Steterburg, einem heutigen Wohngebiet des niedersächsischen Salzgitter-Thiede.

## Geschichte
Um das Jahr 1000 erbaute Frederunda von Oelsburg († 16. März 1020), Tochter des Grafen Altmann von Oelsburg († 1000/03), das Stift Steterburg auf dem Gelände der Stederburg, einer verfallenen Burganlage aus dem frühen 10. Jahrhundert. Graf Altmann war ohne männlichen Erben geblieben und verfügte, dass auf der Burganlage ein „Jungfrauenstift“ eingerichtet werden sollte. Als Schutzpatron wurde der heilige Christophorus gewählt.
Frederunda stattete das Stift mit ihrem Erbe aus und trat selbst als erste Äbtissin in das Stift ein. Zum Grundbesitz gehörten etwa 36 Ortschaften, darunter Dannenbüttel, Eickhorst, Harxbüttel, Küblingen, Meine, Melverode, Nortenhof, Rötgesbüttel, Rühme, Salzdahlum, Salzgitter-Thiede, Stiddien, Klein Stöckheim und Waggum. Otto III. gewährte dem Stift bereits vor 1002 einen Schutzbrief. Die nicht mehr erhaltene Gründungsurkunde von Steterburg wurde von König Heinrich II. am 21. oder 24. Januar 1007 bestätigt.
Die Stiftsdamen lebten zunächst nicht in Klausur. Die Frauen trugen keinen Ordenshabit und kleideten sich weltlich. Privateigentum war erlaubt, Rückkehr in das weltliche Leben und Heirat waren möglich.
Im 12. Jahrhundert wurde das Stift zu einem Augustiner-Chorfrauenstift umgewandelt. Der Äbtissin wurde ein Propst als Leiter des Klosters vorgesetzt. Die Pröpste Gerhard von Riechenberg († 1150), Propst seit 1142, und Gerhard von Steterburg († 1209), der 1164 durch Bischof Hermann von Hildesheim in sein Amt eingeführt wurde, setzten die Regeln des Augustinerordens durch. Die Klausur wurde eingeführt und persönlicher Besitz abgeschafft.
Gerhard war der Verfasser der Steterburger Annalen, einer Gütergeschichte des Stifts Steterburg. Als Diplomat gehörte Gerhard wahrscheinlich zu der Gesandtschaft, welche Heinrich der Löwe 1191 an Heinrich VI. absandte.
Während des 14. und 15. Jahrhunderts setzte sich der Konvent mehrheitlich aus bürgerlichen Frauen zusammen, von denen viele aus Patrizierfamilien der Stadt Braunschweig stammten. Der Konvent orientierte sich an den Windesheimer Reformvorstellungen. 1515 kamen Chorfrauen aus dem Kloster Steterburg nach Lübeck, um beim Aufbau des neugegründeten St.-Annen-Klosters gemeinsam mit Lübecker Konventualinnen den Gründungskonvent zu bilden. Nach Einführung der Reformation in Lübeck und der Auflösung des Klosters kehrten sie 1532 zurück.
In den Jahren von 1515 bis 1563 leitete Elisabeth von Braunschweig und Lüneburg das Kloster zunächst als Priorin später als Domina (Äbtissin). Unter ihrer Leitung wurde 1519 Nikolaus Decius (* um 1485; † nach 1546), Kirchenlieddichter und späterer Reformator in Preußen, zum Propst des Stifts berufen.

### Reformation
Die Umwandlung des Klosters in ein evangelisches Damenstift erfolgte im Jahr 1568. Erneut wurde auf das Gelübde der Ehelosigkeit verzichtet. Katholische Bücher und Kultgeräte wurden beseitigt und die Gottesdienste in deutscher Sprache gehalten. Die Abendmahls- und Taufgeräte, Leuchter und Posamente blieben in Gebrauch. Während des Dreißigjährigen Krieges ging ein großer Teil des Kirchenschatzes verloren.
Ende des Jahres 1627 wurden die Anlagen des Stifts während des Kampfes um Wolfenbüttel von den kaiserlichen Truppen unter General Gottfried Heinrich Graf zu Pappenheim zerstört. Die Stiftsdamen flüchteten nach Braunschweig. Im Jahr 1641 war Steterburg bei Kämpfen zwischen kaiserlichen Truppen und Schweden erneut Schauplatz des Krieges. Erst Mitte des 17. Jahrhunderts begann der Wiederaufbau der Klostergebäude, die ab 1667 wieder von Damen bewohnt wurden.
Noch 1676 befanden sich bürgerliche Stiftsdamen im Kloster. Später wurden ausschließlich Adelige aufgenommen. 1691 erhoben die Herzöge Rudolf August und Anton Ulrich das Stift zu einem adligen Frauenstift.
Ende des 18. Jahrhunderts bestand das Stiftskapitel aus einer Äbtissin, dem Propst und elf Kanonissen, die, so ein Aufnahmekriterium, acht adelige Vorfahren aufweisen mussten. Der Propst wurde durch das Kapitel durch Mehrheit der Stimmen gewählt und dem Braunschweiger Landesherrn zur Bestätigung vorgeschlagen. Die Stelle der Äbtissin konnte durch die Herzogin mit einer der Stiftsdamen oder einer Prinzessin aus dem regierenden Haus nach Belieben besetzt werden. Bis in das 19. Jahrhundert, befand sich keine Bürgerliche mehr im Konvent.

### Auflösung des Stifts
Nach 1918 war das Stift Steterburg nur noch eine Einrichtung zur Versorgung unverheirateter Frauen aus dem niederen Landadel. 1938 wurde das Jungfrauenstift Steterburg aufgelöst und die Gebäude durch die Reichswerke Hermann Göring genutzt.

### Heutige Nutzung
Im Jahr 1955 wurden Teile der Gebäude von der Salzgitter AG, Nachfolgerin der Reichswerke, an die Evangelisch-lutherische Landeskirche Braunschweig übergeben. Die Stiftskirche Steterburg dient heute als Pfarrkirche der dortigen evangelischen Gemeinde.
Zu dem ab 1954 in Salzgitter-Thiede an anderer Stelle errichteten Redemptoristenkloster Steterburg besteht keine historische Verbindung.

## Bauwerke

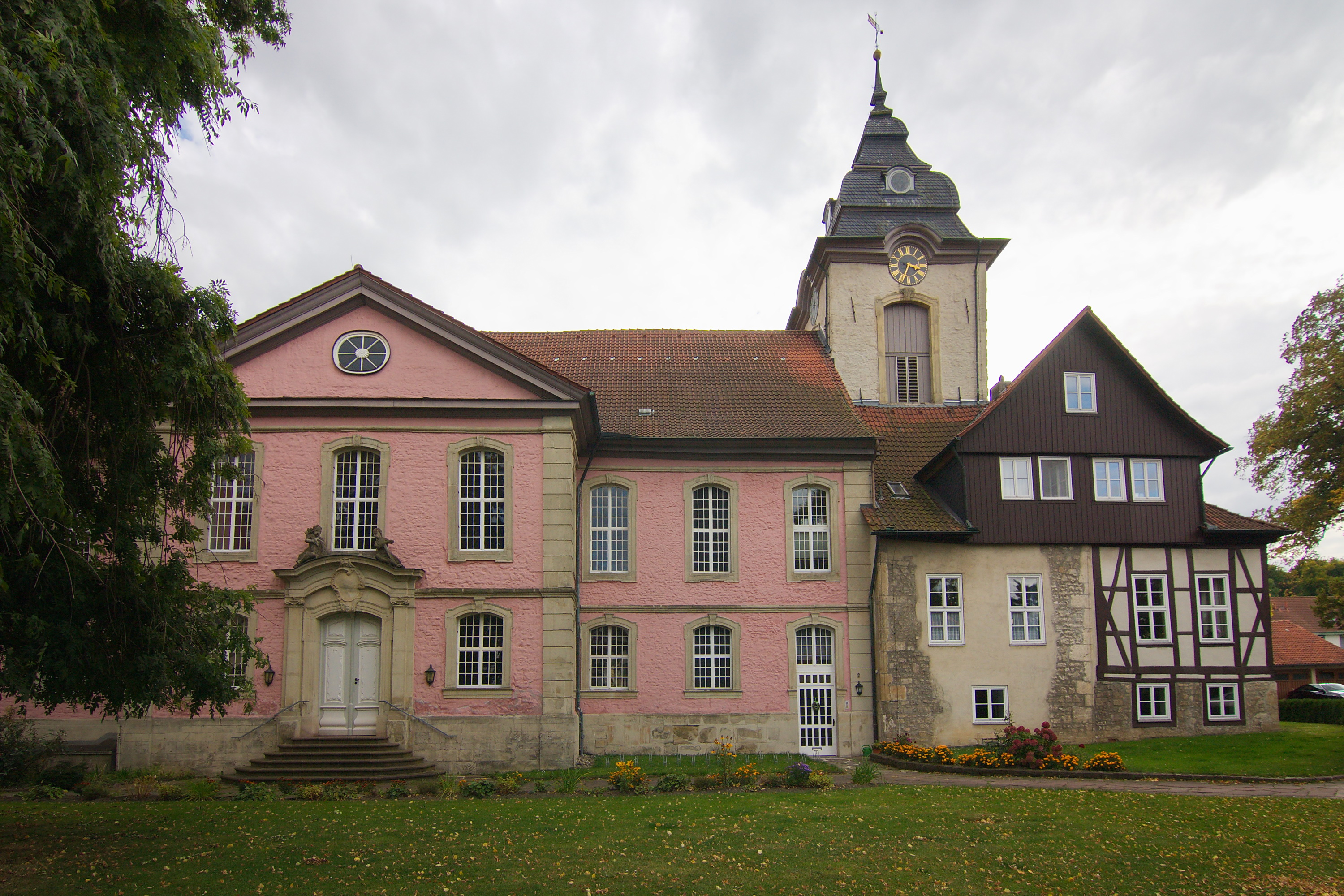
Stiftskirche

- Stiftskirche Steterburg: Die erste Kirche wurde 1070 fertiggestellt und geweiht. Bereits um das Jahr 1160 musste sie wegen Baufälligkeit abgerissen werden. Der Bau der zweiten Kirche erfolgte ab 1165 unter Propst Gerhard im romanischen Stil. Nach den Zerstörungen des Dreißigjährigen Krieges, wurde erst 1751 bis 1758 durch Herzog Karl I. (1735–1780) die heutige Barockkirche erbaut, nach Entwürfen des Braunschweiger Obristen und Architekten Anton Ulrich von Blum. Die Stiftskirche gehört heute zu den bedeutendsten Sakralbauten Salzgitters.

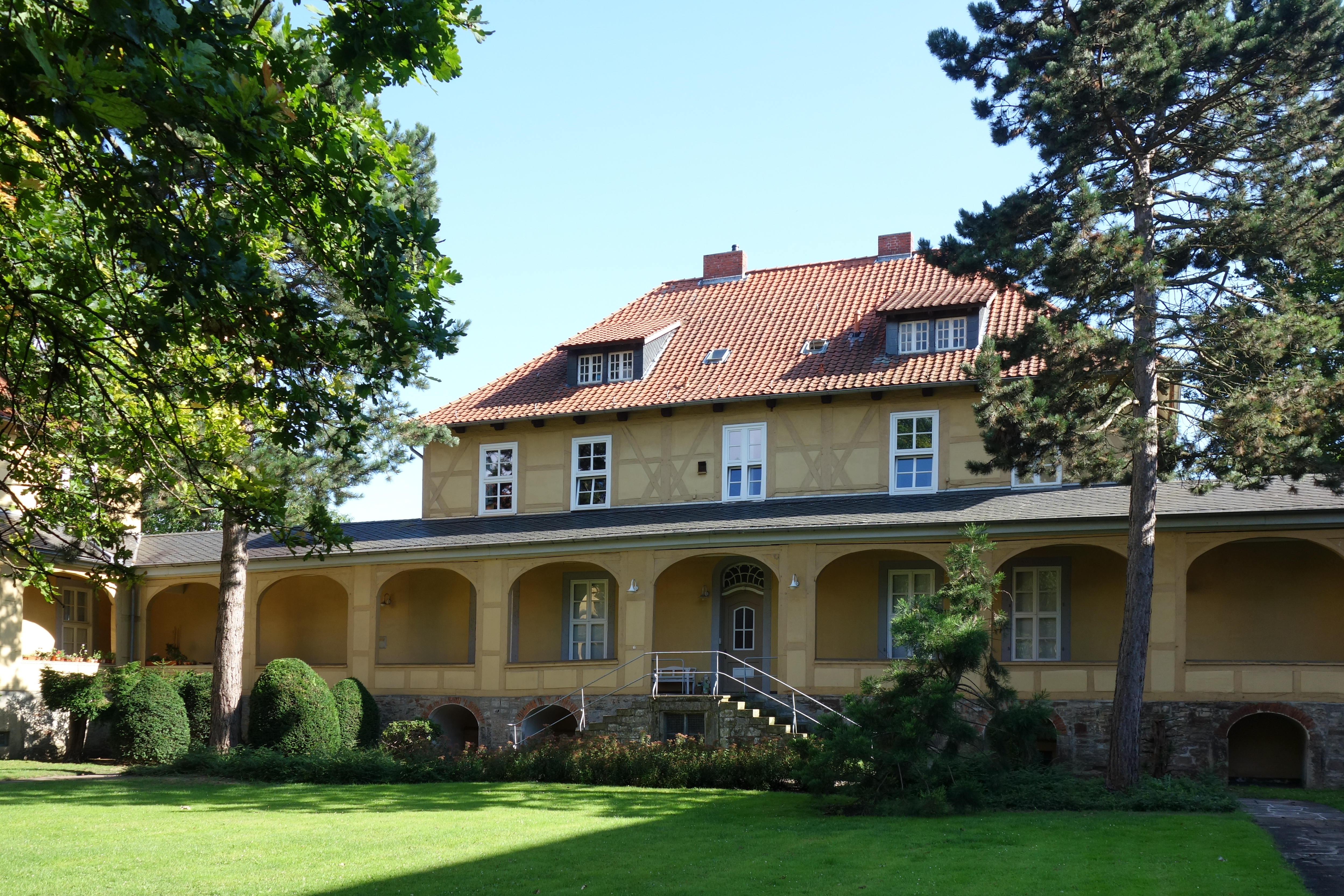
Wohnhaus der Äbtissin von 1691

- Wohnhaus der Äbtissin: Das Haus entstand 1691. Ein mit Tonnengewölbe überdeckter Gang verbindet das Äbtissinnenhaus mit der Kirche und den Konventsgebäuden.